# Église protestante de la confession d'Augsbourg en Pologne
 (juin 2024).

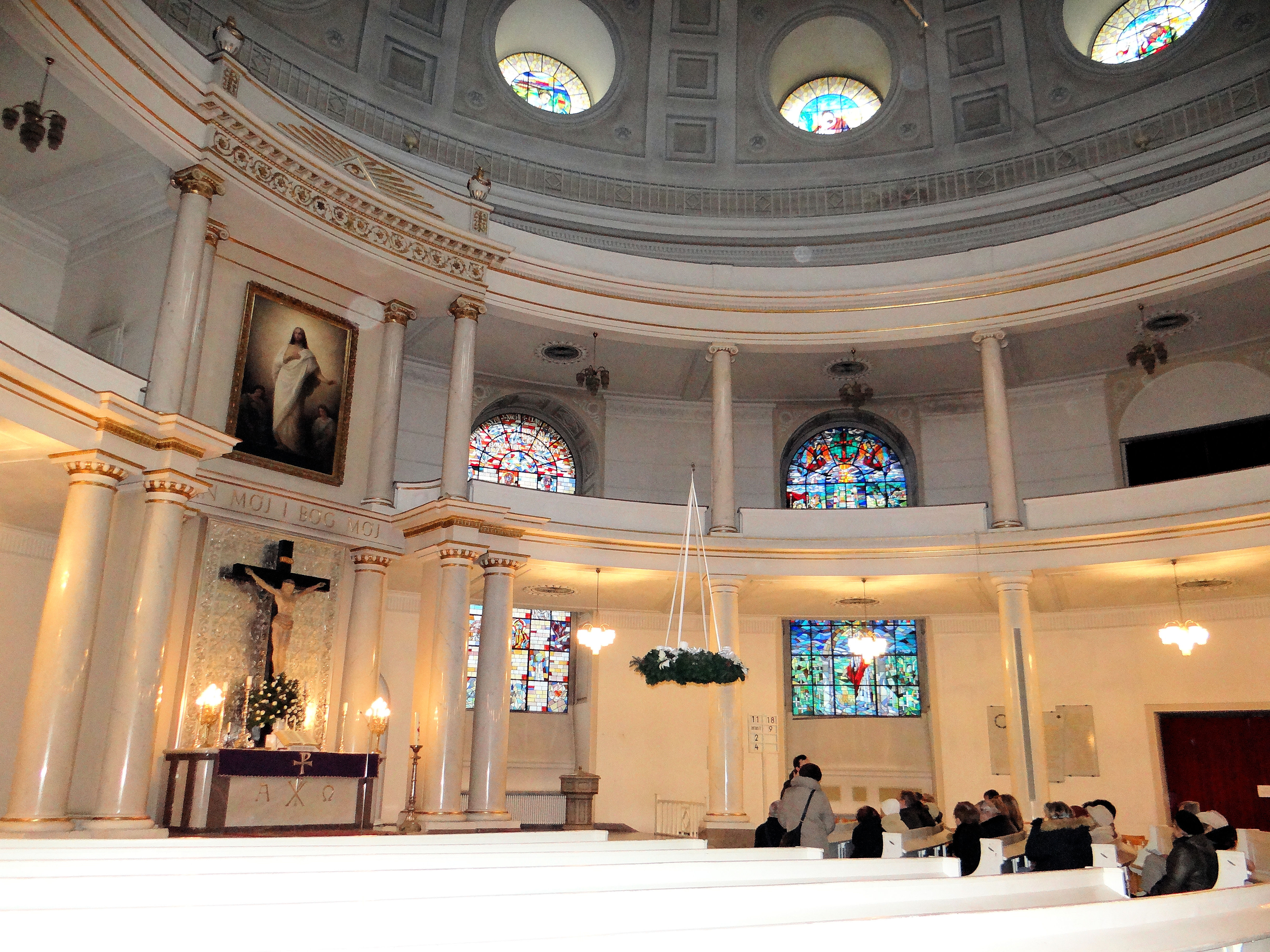
Église de la Sainte-Trinité de Varsovie

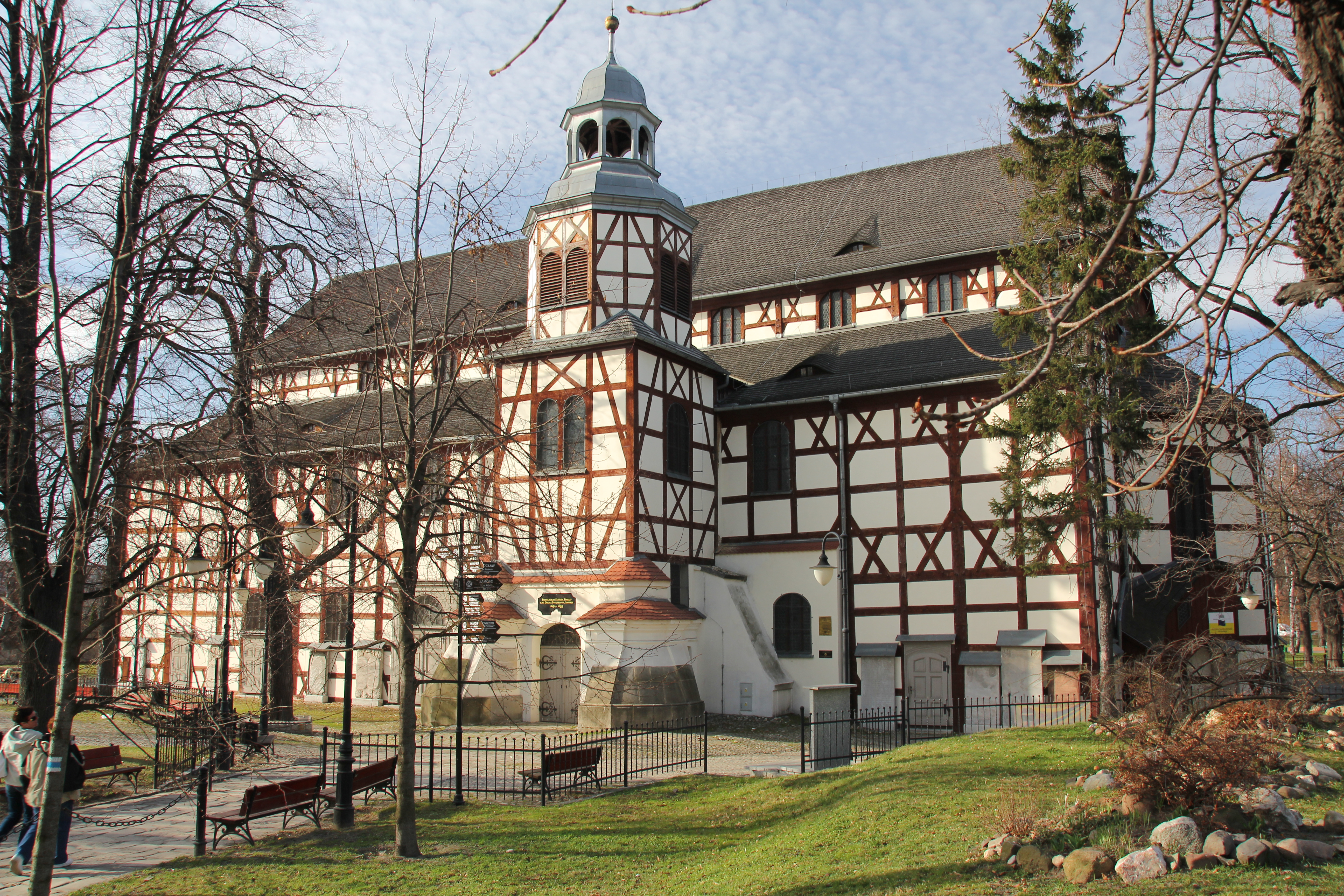
Église de la Paix de Jawor

L'Église protestante de la Confession d'Augsbourg en Pologne (en polonais : Kościół Ewangelicko-Augsburski w Rzeczypospolitej Polskiej) est une Église protestante de confession luthérienne et la principale Église protestante en Pologne avec environ 61 000 membres[Passage contradictoire] et 133 paroisses. L'Église est membre de la Fédération luthérienne mondiale depuis 1947 et de la Conférence des Églises européennes.

## Histoire
L'Église protestante de la Confession d'Augsbourg est issue de la Réforme qui a commencé en octobre 1517. Les premiers sermons luthériens eurent lieu en 1518, et en 1523 le premier doyen luthérien, Johann Heß, fut appelé dans la ville de Breslau, d'où le luthéranisme se répandit sur les terres polonaises.
Durant l'entre-deux-guerres et sous la Deuxième République, l'Église protestante d'Augsbourg est la plus grande confession protestante, avec environ un demi-million de membres. D'autres Églises luthériennes existent, notamment l'Ewangelicki Kościół Unijny w Polsce en Grande-Pologne (partie de l'ancien territoire prussien), et l'Evangelische Kirche Augsburgischen und Helvetischen Bekenntnisses in Kleinpolen, dans les zones de la partition autrichienne. Les paroisses de l’Église protestante d'Augsbourg sont surtout situées au centre de la Pologne, qui faisait partie de la Russie avant 1918, tandis que les autres Églises étaient basées dans le sud et l'ouest du pays nouvellement créé. En 1918, les paroisses luthériennes de Silésie de Cieszyn sont incorporées dans les structures de l'Église protestante d'Augsbourg, augmentant le nombre total de ses fidèles d'environ 100 000, bien qu'environ la moitié de ces paroisses aient quitté l'église en 1920 lorsqu'une partie importante de la région est devenue partie de la Tchécoslovaquie après la guerre polono-tchécoslovaque de janvier 1919. Ils ont ensuite été réincorporés en 1938 lorsque la Pologne a pris le contrôle de Zaolzie après une intervention militaire.
Le plus grand défi pour l'église avant le déclenchement de la Seconde Guerre mondiale en 1939 est le problème du nationalisme, car environ les trois quarts de ses adhérents en 1939 étaient allemands tandis qu'un quart étaient polonais,. Dans le diocèse de Łódź, le plus grand en termes de population luthérienne, plus de 98 % des luthériens étaient allemands, tandis qu'en Silésie, comparable en termes de nombre d'adhérents, plus de 80 % étaient polonais, ce qui a pu représenter un risque de scission nationaliste au sein de l’Église.
Un décret de 1936 établit la nature des liens entre l’État polonais et l'Église protestante d'Augsbourg et la structure interne de l’Église. L’Église est divisée en dix diocèses (Varsovie, Płock, Kalisz, Piotrków, Lublin, Łódź, Volhynie, Vilnius, Silésie et Grande-Pologne) avec un total de 117 paroisses.
L’Église luthérienne polonaise a souffert pendant et après la Seconde Guerre mondiale. Les rangs des pasteurs, enseignants et autres dirigeants de l'Église ont diminué en raison des persécutions, de l'emprisonnement et de la mort,. La majorité des Allemands sont expulsés partir de 1944. Au début de l'après-guerre, un certain nombre de propriétés de l'Église sont nationalisées, et les liens du luthéranisme protestant avec la culture allemande provoquent une hostilité des autorités et des Polonais non-protestants envers les luthériens. Il a fallu attendre le 12 octobre 2008 pour qu'un président polonais, Lech Kaczyński, visite officiellement un lieu de culte protestant, à Cieszyn.

## Répartition territoriale
Les six diocèses de l'Église forment une large bande du nord au sud au centre de la Pologne — de Warmie-Mazurie et Gdańsk au nord, près de la Baltique, à la région ouest et sud-ouest de Cracovie au sud, vers la frontière de la République tchèque —. Les descendants directs des précurseurs de la Réforme en Pologne vivent dans le sud, autour de la Haute-Silésie. C'est aussi là que se trouvent la plupart des luthériens polonais, avec environ 47 000 membres de l’Église en Silésie. Les données du recensement de 2011 indiquent une répartition très inégale de la population luthérienne polonaise à travers le pays, particulièrement rare dans les provinces orientales

## Structure de l'Église
L’Église compte 133 paroisses, 186 églises et 151 chapelles, et est desservie par 153 pasteurs et autres employés de l'Église.
En 2018, l’Église comptait 61 217 membres pour 87 300 membres en 2000 et 77 500 membres en 2005.
Le siège de l’Église est à Varsovie. Celle-ci est dirigée par un conseil élu, et présidée par un évêque élu pour un mandat de dix ans. L'évêque actuel est  Jerzy Samiec, depuis 2010.

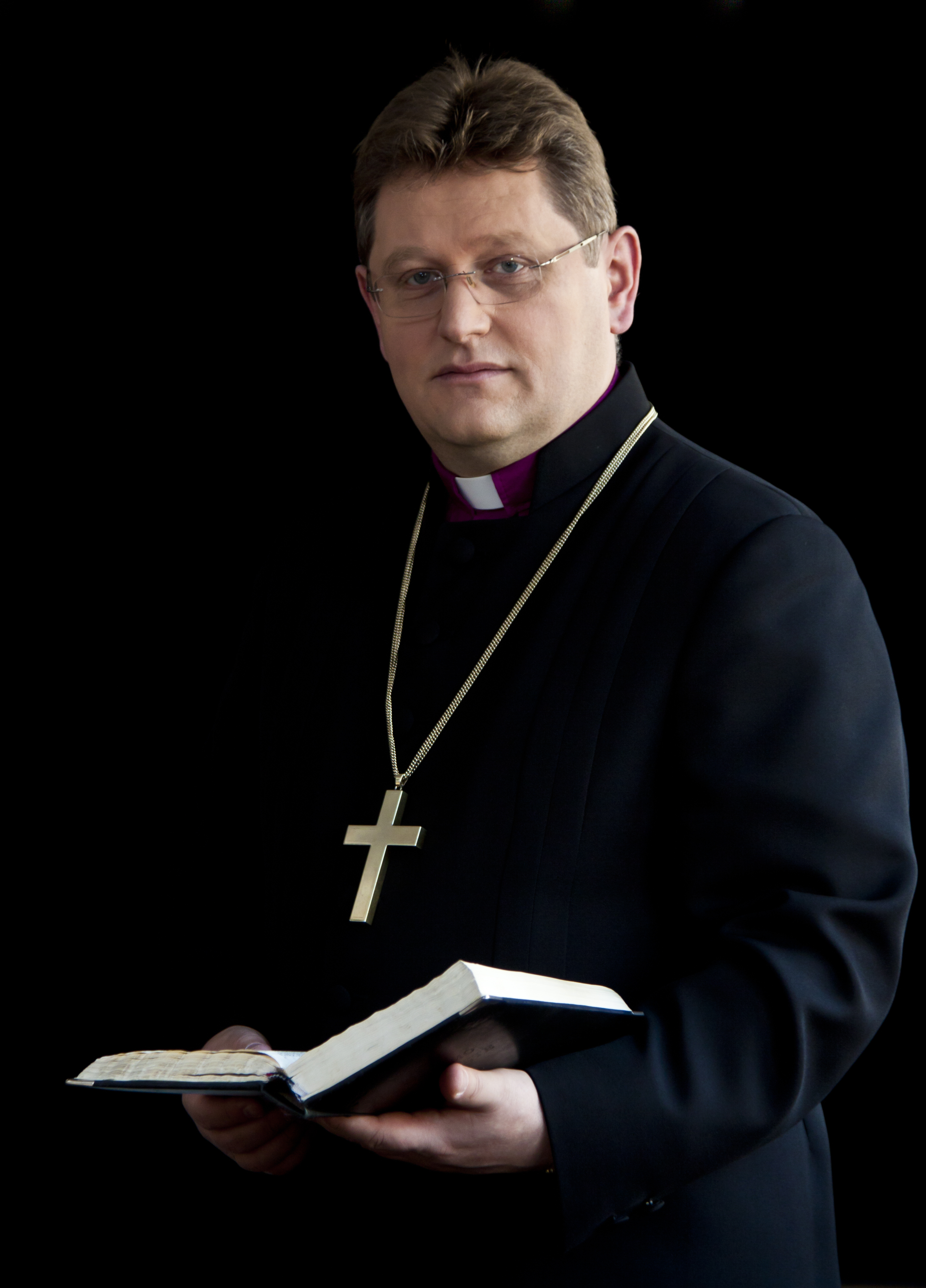
Jerzy Samiec

| Voïvodie              | Nombre d'adhérents            | %    |
| --------------------- | ----------------------------- | ---- |
| POLOGNE               | 70766[Passage contradictoire] | 100  |
| Basse-Silésie         | 2140                          | 3.0  |
| Couïavie-Poméranie    | 688                           | 1,0  |
| Lublin                | 339                           | 0,5  |
| Lubusz                | 630                           | 0,9  |
| Łódź                  | 1462                          | 2.1  |
| Petite Pologne        | 994                           | 1.4  |
| Mazovie               | 3593                          | 5.1  |
| Opole                 | 1601                          | 2.3  |
| Basses-Carpates       | 100                           | 0,1  |
| Podlachie             | 187                           | 0,3  |
| Poméranie             | 921                           | 1.3  |
| Silésie               | 51009                         | 72,1 |
| Sainte Croix          | 142                           | 0,2  |
| Varmie-Mazurie        | 4466                          | 6.3  |
| Grande-Pologne        | 1300                          | 1,8  |
| Poméranie-Occidentale | 1194                          | 1.7  |

## Luthériens polonais connus
- Juliusz Bursche, le premier évêque de l'Église protestante de la Confession d'Augsbourg en Pologne de 1904 à 1942.
- Jerzy Buzek,  premier ministre de 1997 à 2001, président du Parlement européen de 2009 à 2012.
- Adam Małysz, sauteur à ski
- Jerzy Pilch, écrivain et journaliste